# The Four

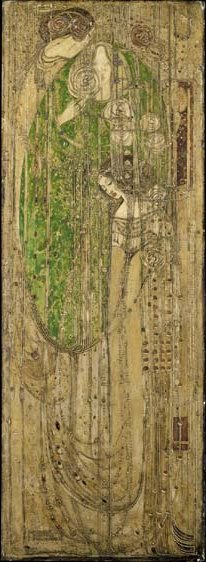
Oh ye, all ye that walk in Willowood, de Margaret MacDonald Mackintosh (1902).

The Four, aussi connu sous le nom The Spook School, est un groupe d'artistes de Glasgow, parmi les plus connus dans le cercle plus large de l'école de Glasgow.
Le collectif est composé de 4 membres :
- Charles Rennie Mackintosh,
- Margaret MacDonald Mackintosh, qui épousa Charles Rennie Mackintosh,
- Frances MacDonald, la sœur de Margaret,
- James Herbert MacNair, l'époux de Frances MacDonald.

|                            |
| Charles Rennie Mackintosh. |

|                                |
| Margaret MacDonald Mackintosh. |

|                    |
| Frances MacDonald. |

|                        |
| James Herbert MacNair. |

Au sein de l'école de Glasgow, ils affirment leur style qui est défini par des influences provenant de l'imagerie celtique, du mouvement Arts & Crafts et du japonisme. Leurs œuvres rencontrèrent un large succès au sein du monde de l'art moderne partout en Europe. Le groupe The Four eut un impact très important sur la définition de l'Art nouveau.

## Œuvres
Ils sont commissionnés pour réaliser des œuvres pour la salle de musique Wärndorfer à Vienne. Peintes sur des panneaux en gesso, leurs œuvres y sont installés en 1902 et 1906. 
Roger Billcliffe et Peter Vergo diront que les formes carrées utilisées par Mackintosh sont « imitées par les Autrichiens à tel point qu'elles ont acquis le statut presque de leitmotiv, notamment dans leur travail typographique et la décoration des livres. »

## Expositions
Le groupe The Four a réalisé quelques expositions à Glasgow, Londres, Vienne et Turin, où ont été présentés des affiches, du mobilier, des dessins, des gravures, des objets décoratifs. Ces expositions leur ont permis d'acquérir une réputation internationale.
Charles Rennie Mackintosh devient l'artiste le plus connu du groupe, bénéficiant d'une large reconnaissance notamment pour ses travaux d'architecture et de design.